# Liudvinavas
Liudvinavas är en ort i Marijampolė län i södra Litauen. Enligt folkräkningen från 2011 har staden ett invånarantal på 966 personer.

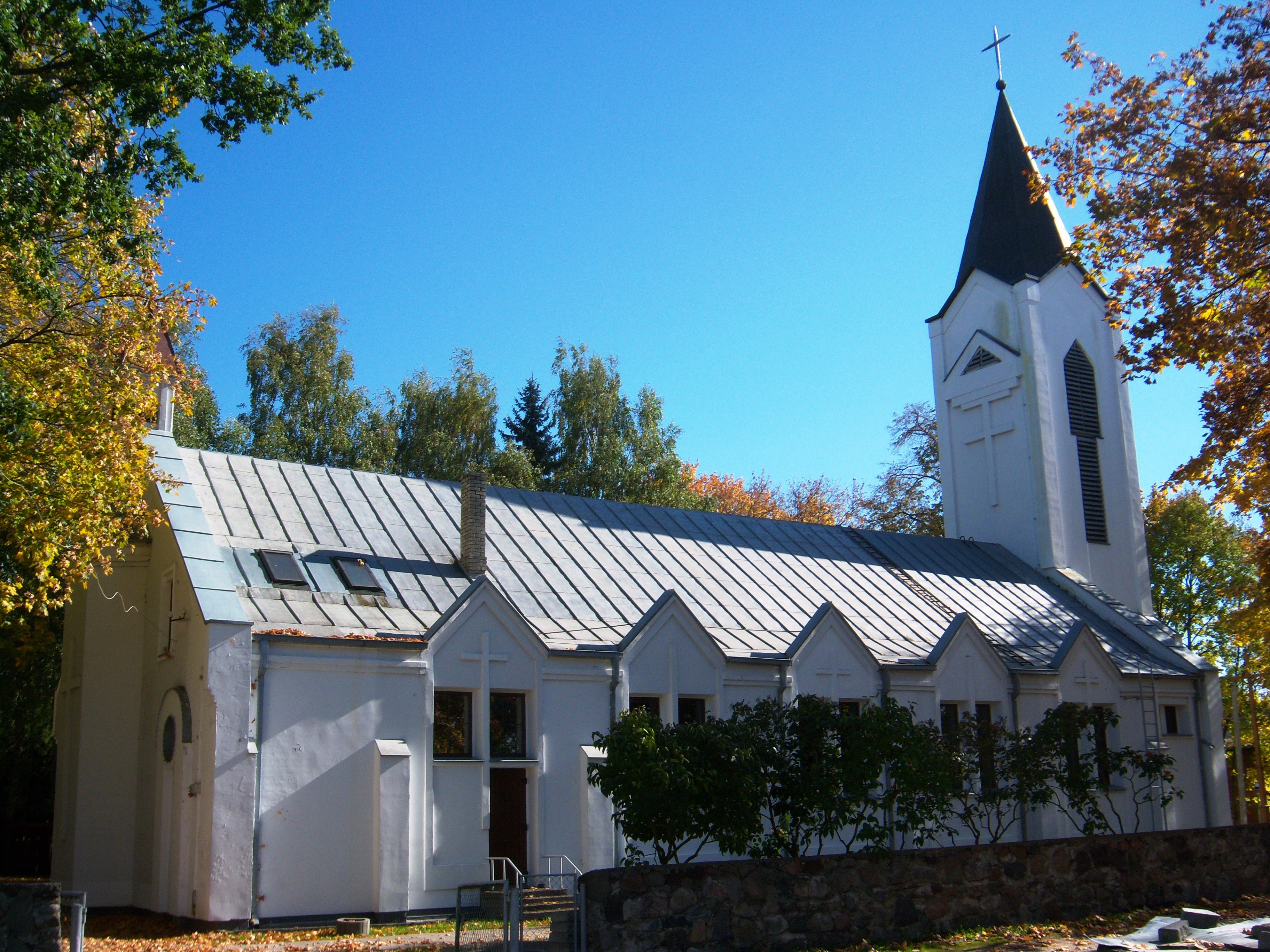
Kyrkan i Liudvinavas